# 春日 (奈良市)

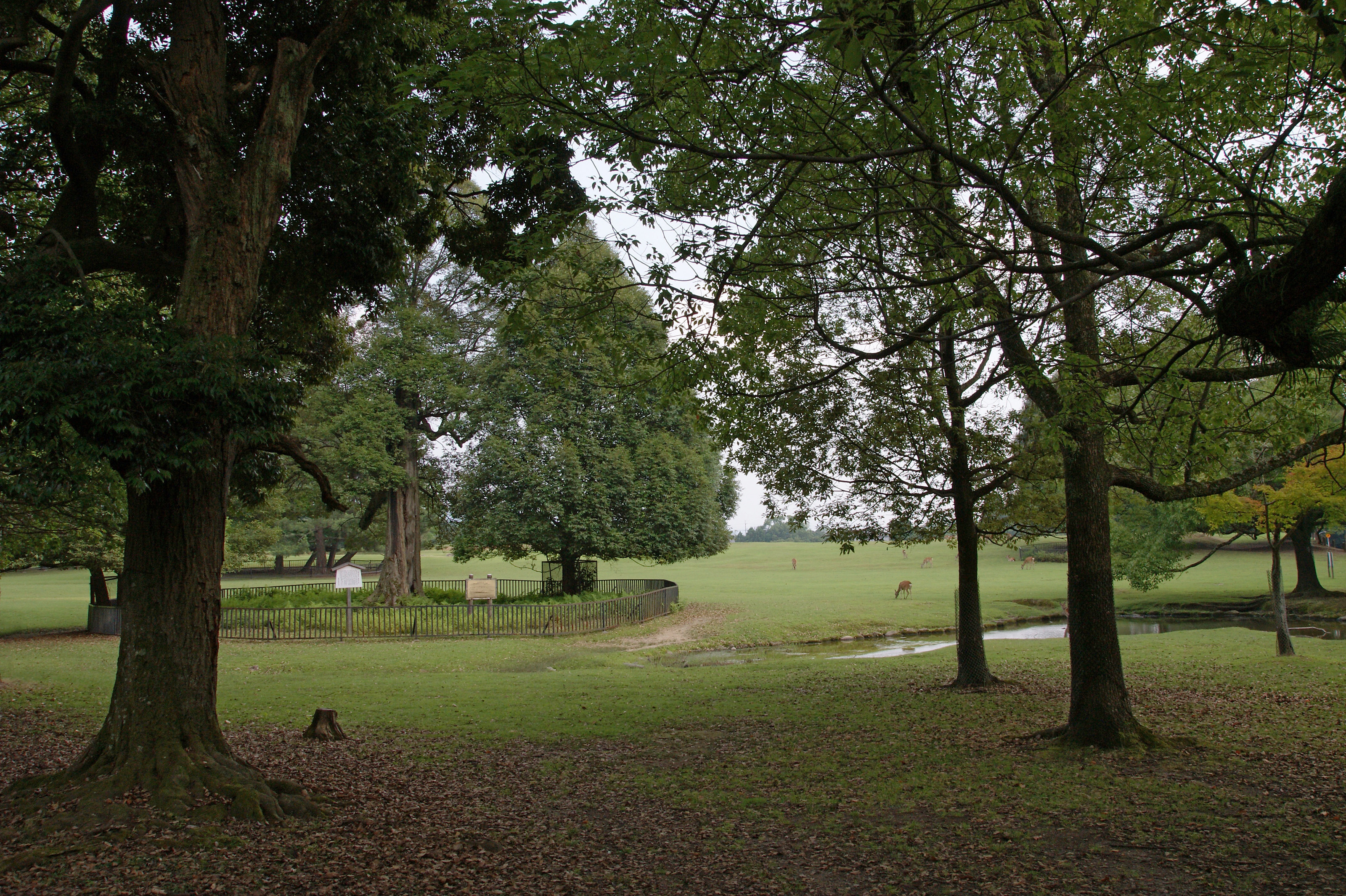
飛火野

春日（かすが）または春日野（かすがの）は、奈良県奈良市春日野町の春日大社一帯の名称。奈良市および付近の名称。奈良時代に烽（とぶひ）が設置されたことから、飛火野（とびひの）の別名がある。「春日野鹿」 は南都八景の一つとなっている。

## 特色
- 春日大社と春日山原始林は1998年12月、第22回世界遺産委員会で『古都奈良の文化財』ユネスコ世界遺産に登録された。
- 和歌に詠まれる。
「天の原ふりさけ見れば春日なる三笠の山に出でし月かも」（阿倍仲麻呂）。